# Frédéric Magné
Frédéric Magné (nascido em 5 de fevereiro de 1969) é um ex-ciclista de pista francês, profissional de 1992 a 2001. Magné foi campeão mundial no keirin em 1995, 1997 e 2000; no tandem em 1987, 1988, 1989 e 1994, ao lado de Fabrice Colas. Participou em quatro Jogos Olímpicos consecutivos, começando em Seul 1988.